# Умные сети
«Умные се́ти» — белорусская программа по поиску, отбору и обучению молодых аналитиков для органов государственного управления. Слоган проекта — «О политике не для кухни и не для форума». Запущена в октябре 2012 г. В ходе программы появилось сетевое аналитическое сообщество, которое объединяет более 170 аналитиков в возрасте до 35 лет. Организаторами проекта выступили Информационно-аналитический центр при Администрации Президента, Министерство образования, Республиканский институт высшей школы, БГУ, МГЛУ.

## Условия участия
Проект открыт для всех желающих, тех, кто «кто готов заниматься аналитикой профессионально и с практической отдачей для Беларуси и для себя», а также соответствует следующим требованиям:
- Гражданство Республики Беларусь
- Возраст до 35 лет
- Высшее образование или 4—5 курс вуза (и/или магистратура, аспирантура)

С 2014 г. главным условием присоединения к «Умным сетям» является участие в Республиканских научно-практических конференциях молодых аналитиков из цикла «Повестка-2015». Среди других вариантов — отправить организаторам эссе объёмом до 5 стр. на одну из тем, входящих в «Карту вызовов», либо получить рекомендацию от действующего участника «Умных сетей».
Среди прочих требований:
- Аналитические способности;
- Политический кругозор;
- Стремление создавать аналитический продукт для практического использования в работе органов государственного управления Беларуси.

Приветствуется знание иностранных языков (предпочтение — английскому и китайскому).

## История
Проект появился потому, что мы озадачились поиском аналитиков для нашего центра. Понятно, что у нас много опытных кадров, которые хорошо справляются со своими обязанностями. Но ведь есть определённые современные вызовы, на которые надо уметь реагировать. Технологические в первую очередь. Они меняют общество. Общественная жизнь уходит в интернет. И нам нужны те аналитики, которые умеют адекватно работать именно в сетевой среде
Алексей Мацевило, координатор «Умных сетей»
Однако, «Умные сети» переросли формат «школы кадрового резерва» для Информационно-аналитического центра и стали дискуссионной площадкой для молодых аналитиков.
В октябре 2012 г. стартовал отборочный тур, в котором приняло участие более 200 человек. Среди них было 54 % студентов-старшекурсников, 11 % магистрантов и аспирантов, почти 40 % работающей молодёжи (в том числе — 6 кандидатов наук и 6 действующих работников органов госуправления). Конкурс составил 8 человек на место.
Первая группа финалистов (25 человек) прошла обучение на семинаре-тренинге в Минске в конце ноября 2012 г. Участники тренинга изучали прикладной политический анализ.
В январе-феврале 2013 гг. молодые аналитики работали над индивидуальными проектами. Основной рабочей площадкой стала специально созданная группа в социальной сети «Вконтакте», где можно было скачать необходимые материалы, получить разъяснения от организаторов, проконсультироваться с коллегами.
- Во время семинара-тренинга в феврале 2013 г.
- Работа над проектами в группах
- «Мозговой штурм» на конференции 2014 г.
- Подготовка программного документа — «Карты вызовов», апрель 2014 г.

## Результаты
Команды аналитиков подготовили различные проекты тезисов ежегодного Послания Президента белорусскому народу и парламенту. По заявлениям организаторов, 75 % предложений участников «Умных сетей» в том или ином виде были использованы при подготовке проекта Послания президента А. Лукашенко в апреле 2013 г.
Сформировавшаяся же «Вконтакте» группа уже становится чем-то большим, чем просто механизм отбора – фактически это ядро для полноценного сетевого сообщества молодых аналитиков, где в режиме онлайн можно проводить мозговые штурмы, экспресс-опросы и обсуждать новые идеи и проекты.
Алексей Мацевило, координатор «Умных сетей».

Группа стала «виртуальным дискуссионным клубом» при обсуждении Концепции государственной молодёжной кадровой политики, призванной привлечь талантливую молодёжь к процессам управления. Авторы интересных предложений встретились 6 июня 2013 г. с членами рабочей группы, готовящей документ. Как сообщили координаторы «Умных сетей», «участники проекта решали реальную управленческую задачу в режиме реального времени и оказали серьезное влияние на государственных экспертов, которым поручено решение этой задачи». Предложения молодых аналитиков были реализованы спустя год: в июле 2014 г. создан Республиканский координационный совет по реализации и совершенствованию молодёжной кадровой политики под председательством министра образования.

Общественно-политический журнал «Беларуская Думка» ежемесячно публикует статьи участников проекта «Умные сети» в отдельной рубрике «Слова маладому грамадзяніну» (русск.:"Слово молодому гражданину").

Министр образования Сергей Маскевич положительно оценил проект и подчеркнул его важность для поддержки талантливой молодёжи:

Будущее нашего государства именно за развитием интеллектуального потенциала нации. В Беларуси созданы специальные программы, направленные на выявление интеллектуально и творчески одаренных детей, содействие развитию и реализации их талантов, ежегодно проводятся олимпиады и конкурсы, финансируются различные проекты. Например, в программе «Умные сети» участвуют более 100 молодых аналитиков.

К октябрю 2013 г. трое участников проекта были трудоустроены в государственных органах, в том числе — в управлении зарубежных связей Минобразования, Министерстве экономики.

## «Повестка-2015»
Проект предполагает проведение республиканских научно-практических конференций в рамках цикла «Повестка-2015». Молодые аналитики предложат своё видение приоритетов социально-экономического развития Беларуси на 2016—2020 гг. Конференция включает в себя несколько тематических полей: модернизация экономики, информатизация и формирование информационного общества в Беларуси, государственная молодёжная политика в Беларуси, внешняя политика и участие Беларуси в глобализационных процессах.
Всего цикл включает в себя пять конференций:
- Дата: 26-27 сентября 2013 г.

Место проведения: СОК «Бригантина» Белорусского государственного университета (БГУ)
Цель: выявить и сформулировать вызовы, которые должны быть учтены при подготовке Программы социально-экономического развития Беларуси
- Дата: 2-3 апреля 2014 г.

Место проведения: Минский государственный лингвистический университет (МГЛУ)
Цель: верификация вызовов с помощью зарубежных экспертов, которые подскажут, какие тенденции стоит учитывать при подготовке Программы
- Дата: октябрь 2014 г.

Место проведения: БГУ
Цель: выработка путей решения проблем
- Дата: весна 2015 г.

Место проведения: МГЛУ
Цель: верификация путей решения с участием зарубежных экспертов
- Дата: осень 2015 г.

Место проведения: БГУ
Цель: обсуждение предложений участников проекта в Программу социально-экономического развития с приглашёнными VIP (руководителями Администрации президента, правительства)

## Отзывы и критика
Во время дискуссии в передаче «Амплитуда» на портале TUT.BY 13 июня 2013 г. участник проекта «Цитадель» Александр Шпаковский в целом приветствовал проект, но высказал опасения, что он может превратиться из инструмента «аналитического обеспечения государственных решений в легитимацию путём аналитики уже принятых решений». Руководитель ОО «Либеральный клуб» Евгений Прейгерман сомневается, что голос молодых аналитиков будет услышан при разработке госпрограмм. По мнению эксперта, эффективность проекта «Умные сети» будет высока лишь в случае максимальной открытости обсуждения:
Нужна нормальная дискуссия внутри страны, которая путём столкновения мнений выдаст все, что существует, и подтвердит, кто состоятелен, кто нет.

Политический аналитик Юрий Шевцов после встречи с участниками проекта охарактеризовал программу как «нормальный социальный лифт для части социально-активной молодёжи».

В Министерстве образования Беларуси считают «Умные сети» одним из самых успешных молодёжных проектов 2013—2014 гг. По мнению заместителя министра образования Беларуси Виктора Якжика, «Умные сети» — удачный пример взаимодействия государственных органов, аналитического центра, учреждений высшего образования и молодых людей, которым небезразлично будущее страны:

Мы много говорим в последнее время об использовании ресурсов сети Интернет в работе с молодёжью. Сообщество "Умные сети", которое открыто в одной из социальных сетей, как раз и стало той информационной, дискуссионной, переговорной площадкой, на которой можно услышать друг друга, обменяться мнениями, представить лучший опыт.
Как отмечает «Народная газета», фабрика мысли запущена и функционирует, но какими будут результаты работы ещё не ясно:
Важно, что по результатам проекта планируется не просто укомплектовать штаты госорганов молодыми аналитиками и сформировать их кадровый резерв, а создать постоянное действующее экспертное сообщество, ту самую “умную сеть”.
По словам одного из участников программы Глеба Шутова, специалиста по международным отношениям, площадка
«Умных сетей» позволяет оперативно доносить свои идеи до тех, кто может их эффективно применить на благо страны:
Кроме того, в «Умные сети» попались люди различных взглядов и профессий, что делает общение в рамках этого сообщества особенно ценным. Ведь для полной картины всегда полезно узнать мнение, отличающееся от твоего собственного.